# Лясковский, Константин Павлович
Константи́н Па́влович Ляско́вский (14 [27] августа 1908, Москва — 20 января 1986, там же) — советский футболист, тренер. Заслуженный мастер спорта СССР (1946). Самый возрастной футболист, выступавший в высшем дивизионе чемпионата СССР. Свой последний матч в нём провёл 29 сентября 1949 года в возрасте 41 года. Входит в десятку самых преданных одному клубу игроков в истории мирового футбола (7-е место).

## Биография
В 1937 году участвовал в матчах против сборной Басконии, провёл один матч за сборную Минска против басков (1:6).
В 1951 году окончил школу тренеров при ГЦОЛИФК. Работал тренером в ЦДКА.
Скончался 20 января 1986 года. Похоронен на Митинском кладбище Москвы.

## Достижения

### Командные
- Двукратный чемпион Москвы: 1933 (весна), 1935 (осень).
- Трёхкратный чемпион СССР: 1946, 1947, 1948.
- Двукратный обладатель Кубка СССР: 1945, 1948.

### Личные
- Входил в список «33 лучших» один раз под № 1 (1938).
- Заслуженный мастер спорта СССР (1946).